# Нейплс-Парк (Флорида)
Нейплс-Парк (англ. Naples Park) — статистически обособленная местность, расположенная в округе Коллиер (штат Флорида, США) с населением в 6741 человек по статистическим данным переписи 2000 года.

## География
По данным Бюро переписи населения США статистически обособленная местность Нейплс-Парк имеет общую площадь в 3,11 квадратных километров, водных ресурсов в черте населённого пункта не имеется.
Статистически обособленная местность Нейплс-Парк расположена на высоте 4 м над уровнем моря.

## Демография
| Год переписи        | Нас. |  | %±     |
| ------------------- | ---- |  | ------ |
| 1970                | 3201 |  | —      |
| 1980                | 5438 |  | 69,9%  |
| 1990                | 8002 |  | 47,1%  |
| 2000                | 6741 |  | −15,8% |
| 1970–2000 Источник: |      |  |        |

По данным переписи населения 2000 года в Нейплс-Парк проживало 6741 человек, 1757 семей, насчитывалось 2737 домашних хозяйств и 3145 жилых домов. Средняя плотность населения составляла около 2167,52 человек на один квадратный километр. Расовый состав населённого пункта распределился следующим образом: 91,90 % белых, 1,32 % — чёрных или афроамериканцев, 0,13 % — коренных американцев, 0,85 % — азиатов, 0,06 % — выходцев с тихоокеанских островов, 1,16 % — представителей смешанных рас, 4,58 % — других народностей. Испаноговорящие составили 17,56 % от всех жителей статистически обособленной местности.
Из 2737 домашних хозяйств в 28,9 % воспитывали детей в возрасте до 18 лет, 47,4 % представляли собой совместно проживающие супружеские пары, в 10,8 % семей женщины проживали без мужей, 35,8 % не имели семей. 24,9 % от общего числа семей на момент переписи жили самостоятельно, при этом 7,9 % составили одинокие пожилые люди в возрасте 65 лет и старше. Средний размер домашнего хозяйства составил 2,46 человек, а средний размер семьи — 2,88 человек.
Население статистически обособленной местности по возрастному диапазону по данным переписи 2000 года распределилось следующим образом: 22,4 % — жители младше 18 лет, 7,3 % — между 18 и 24 годами, 33,1 % — от 25 до 44 лет, 22,2 % — от 45 до 64 лет и 15,0 % — в возрасте 65 лет и старше. Средний возраст жителей составил 37 лет. На каждые 100 женщин в Нейплс-Парк приходилось 106,0 мужчин, при этом на каждые сто женщин 18 лет и старше приходилось 107,5 мужчин также старше 18 лет.
Средний доход на одно домашнее хозяйство статистически обособленной местности составил 41 820 долларов США, а средний доход на одну семью — 45 441 доллар. При этом мужчины имели средний доход в 27 923 доллара США в год против 28 038 долларов среднегодового дохода у женщин. Доход на душу населения статистически обособленной местности составил 41 820 долларов в год. 4,6 % от всего числа семей в населённом пункте и 7,8 % от всей численности населения находилось на момент переписи населения за чертой бедности, при этом 12,1 % из них были моложе 18 лет и 4,6 % — в возрасте 65 лет и старше.